# 古埃及分數
古埃及分數是把任意的一个分数用一系列單位分數的和来表示该分数的一种分数表示法。所谓单位分数就是分子固定為1，分母為正整數的分数。任何正有理數都能用古埃及分数来表达。

## 構造
古埃及分數的表達形式不是唯一的，還未找到一個算法總是給出最短的形式。

### 貪婪演算法
贪婪算法：将某一给定分数分解成若干项单位分数后，若这种分解方法所得到的单位分数的项数最少，则称其为第一种好算法；如果得到的最大分母数值最小，则称其为第二种好算法。例如：
{\displaystyle {\frac {2}{7}}={\frac {1}{4}}+{\frac {1}{28}}}。共2项，是第一种好算法，比{\displaystyle {\frac {2}{7}}={\frac {1}{5}}+{\frac {1}{20}}+{\frac {1}{28}}}的项数要少。
又例如，
{\displaystyle {\frac {5}{121}}={\frac {1}{33}}+{\frac {1}{121}}+{\frac {1}{363}}}比
{\displaystyle {\frac {5}{121}}={\frac {1}{25}}+{\frac {1}{759}}+{\frac {1}{208725}}}
的最大分母要小，所以是第二种好算法。
1. 找出僅小於{\displaystyle r={\frac {a}{b}}}的最大單位分數。這個分數的分母的計算方法是：即用{\displaystyle b}除以{\displaystyle a}，捨去餘數，再加1。（如果沒有餘數，則{\displaystyle r}已是單位分數。）
2. 把{\displaystyle r}減去單位分數，以這個新的、更小的{\displaystyle r}重複步驟1。

例子：把{\displaystyle {\frac {19}{20}}}轉成單位分數。
- {\displaystyle \lfloor 20\div 19\rfloor =1}，所以第1個單位分數是{\displaystyle {\frac {1}{2}}}；
- {\displaystyle {\frac {19}{20}}-{\frac {1}{2}}={\frac {9}{20}}}；
- {\displaystyle \lfloor 20\div 9\rfloor =2}，所以第2個單位分數是{\displaystyle {\frac {1}{3}}}；
- {\displaystyle {\frac {9}{20}}-{\frac {1}{3}}={\frac {7}{60}}}；
- {\displaystyle \lfloor 60\div 7\rfloor =8}，所以第3個單位分數是{\displaystyle {\frac {1}{9}}}；
- {\displaystyle {\frac {7}{60}}-{\frac {1}{9}}={\frac {1}{180}}}已是單位分數。

所以結果是：
{\displaystyle {\frac {19}{20}}={\frac {1}{2}}+{\frac {1}{3}}+{\frac {1}{9}}+{\frac {1}{180}}}。
詹姆斯·約瑟夫·西爾維斯特和斐波那契都提出過以上的方法。

### Golomb算法
這個算法是基於貝祖等式的：當{\displaystyle a},{\displaystyle b}互質，{\displaystyle ax-by=1}有無窮多對正整數解{\displaystyle (x,y)}。
選取最小的正整數解{\displaystyle (m,n)}。取單位分數分母為{\displaystyle bm}，重複步驟。
以{\displaystyle {\frac {7}{10}}}為例：
- {\displaystyle 7\times 3-10\times 2=1} ，所以第1個單位分數是{\displaystyle {\frac {1}{30}}}；
- {\displaystyle 2\times 2-3\times 1=1}，所以第2個單位分數是{\displaystyle {\frac {1}{6}}}；
- 第3個單位分數是{\displaystyle {\frac {1}{2}}}。

### 二進制
最基本的方法就是將分數寫成二進制數，便能將該分數寫成分母為二的冪的單位分數之和。
換個說法就是重複求最小的正整數{\displaystyle n}使得{\displaystyle {\frac {x}{y}}>{\frac {1}{2^{n}}}}。
這個方法的效率很低。
一個改善之道是選取正整數{\displaystyle n}使得{\displaystyle (2^{n}\times x){\bmod {y}}<2^{n+1}}。選取適當的正整數{\displaystyle r,s}（{\displaystyle r<y}）使得{\displaystyle 2^{n}\times x=sy+r}。{\displaystyle {\frac {x}{y}}={\frac {s}{2^{n}}}+{\frac {r}{2^{n}\times y}}}。將{\displaystyle {\frac {s}{2^{n}}},{\frac {r}{2^{n}}}}寫成二進制數。
例如：
{\displaystyle {\frac {18}{23}}}：
- {\displaystyle (4\times 18){\bmod {2}}3<8}，{\displaystyle 4\times 18=23\times 3+3}
- {\displaystyle {\frac {18}{23}}={\frac {3}{4}}+{\frac {3}{4\times 23}}}
- {\displaystyle {\frac {3}{4}}=0.15={\frac {1}{2}}+{\frac {1}{4}}}
- {\displaystyle {\frac {18}{23}}={\frac {1}{2}}+{\frac {1}{4}}+{\frac {1}{2\times 23}}+{\frac {1}{4\times 23}}}

### 分拆
將一個分數表示成未必相異的單位分數之和。若有兩個單位分數相同，可以用以下其中一種處理方式：
1. 若它們的分母是雙數，便用它們的和取代；若它們的分母是單數，設它們的分母為{\displaystyle 2k-1}，用{\displaystyle {\frac {1}{k}}+{\frac {1}{(2k-1)k}}}取代。
2. 設它們的分母為{\displaystyle p}，用{\displaystyle {\frac {1}{p}}+{\frac {1}{p+1}}+{\frac {1}{(p+1)p}}}取代。

或是{\displaystyle {\frac {1}{n}}={\frac {1}{n+1}}+{\frac {1}{n(n+1)}}}←{\displaystyle n}可等於任意正整數
{\displaystyle {\frac {1}{n}}}表示成为一个级数形式：
{\displaystyle {\frac {1}{n}}={\frac {1}{n+1}}+{\frac {1}{(n+1)^{2}}}+{\frac {1}{(n+1)^{3}}}+{\frac {1}{(n+1)^{4}}}+...+{\frac {1}{(n+1)^{k}}}+{\frac {1}{n(n+1)^{k}}}}

### Engel展開式
- 參看Engel展開式。方法類同於貪心法

## 歷史
數學史家有時論述代數的發展分為三個基本階段：

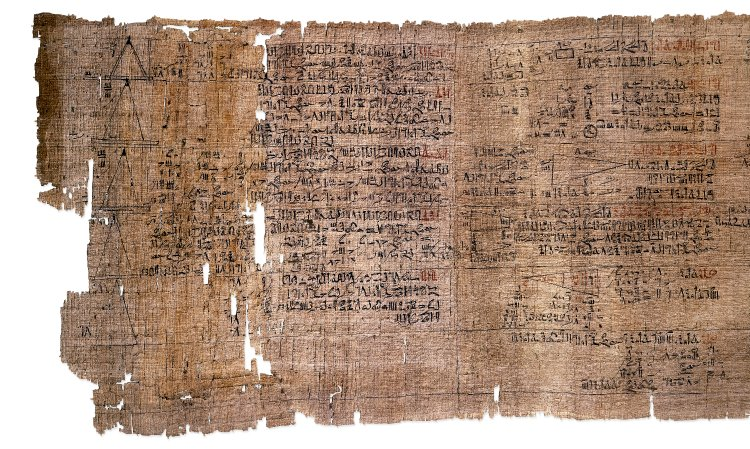
莱因德数学纸草书

1. 文字代數：其問題以古代數學家所用的文字表述；
2. 省文代數：簡化問題中一些字詞，以幫助理解；
3. 符號代數：以符號代表運算符和運算元，使更容易理解。

未知數以符號形式通常記為。我們從古埃及文稿得知，埃及祭司和書記採用文字代數的方式，以一個解為「堆」或「集」的字「阿哈」來表示未知數。
這是現存在倫敦的大英博物館的萊因德數學紙草書（第二中間期）所載，其中一個阿哈問題的翻譯：
「問題24： 一個數量和它的{\displaystyle {\frac {1}{7}}}加起來是19。這數量是什麼？」
「假設是7。7和7的{\displaystyle {\frac {1}{7}}}是8。8要乘上多少倍以得到19，7也要乘上這樣多倍以得到所要的數量。」
以現在的符號形式，{\displaystyle x+{\frac {x}{7}}={\frac {8x}{7}}=19}，故此{\displaystyle {x}={\frac {133}{8}}}。檢查： {\displaystyle {\frac {133}{8}}+{\frac {133}{7\times 8}}={\frac {133}{8}}+{\frac {19}{8}}={\frac {152}{8}}=19}。
注意問題中的分數。古埃及人以單位分數計算，如{\displaystyle {\frac {1}{2}},{\frac {1}{3}},{\frac {1}{4}},{\frac {1}{10}}}。
一個形狀如開口的象形文字是表記分數的符號，這「開口」下有象形文字的數字就是分數的分母。